# Heinz Lücke
Heinz Lücke (* 22. Juni 1903 in Hannover; † 28. Oktober 1977 in Uelzen) war ein deutscher Politiker (DP). Er war von 1947 bis 1951 Abgeordneter im Landtag von Niedersachsen.
Lücke besuchte das Realgymnasium in Uelzen und absolvierte danach eine Kaufmännische Lehre. Anschließend studierte er Rechts- und Volkswirtschaft und beendete das Studium 1927 als Diplom-Volkswirt. Zwei Jahre später promovierte er 1929 zum Dr. oec. publ. Er war danach bei verschiedenen Banken und in der Industrie tätig, unter anderem auch in London. Ab 1932 besaß er eine Kornbrennerei. Zwischen 1943 und Kriegsende war er im Kriegseinsatz beim Heer. Nach Ende des Krieges wurde er Kreisvorsitzender der DP (NLP) in Uelzen und gehörte ab 1945 dem dortigen Stadtrat an. Vom 20. April 1947 bis zum 30. April 1951 war er Mitglied des Niedersächsischen Landtages in seiner ersten Wahlperiode. Dort gehörte ab dem 28. März 1951 der DP/CDU-Fraktion an.
In Uelzen ist die Heinz-Lücke-Str. nach ihm benannt.